# 東ティモールサッカー連盟
東ティモールサッカー連盟（ひがしティモールサッカーれんめい、ポルトガル語: Federação de Futebol de Timor-Leste）は、東ティモールにおけるサッカー連盟である。略称はFFTL。

## 概要
インドネシアから独立した2002年に設立された。アジアサッカー連盟（AFC）には2002年に、国際サッカー連盟（FIFA）には2005年に加入。また、ASEANサッカー連盟（AFF）には2004年より加盟している。

## 組織
- サッカー東ティモール代表
- サッカー東ティモール女子代表（英語版）